# Frankfurter Alleenring

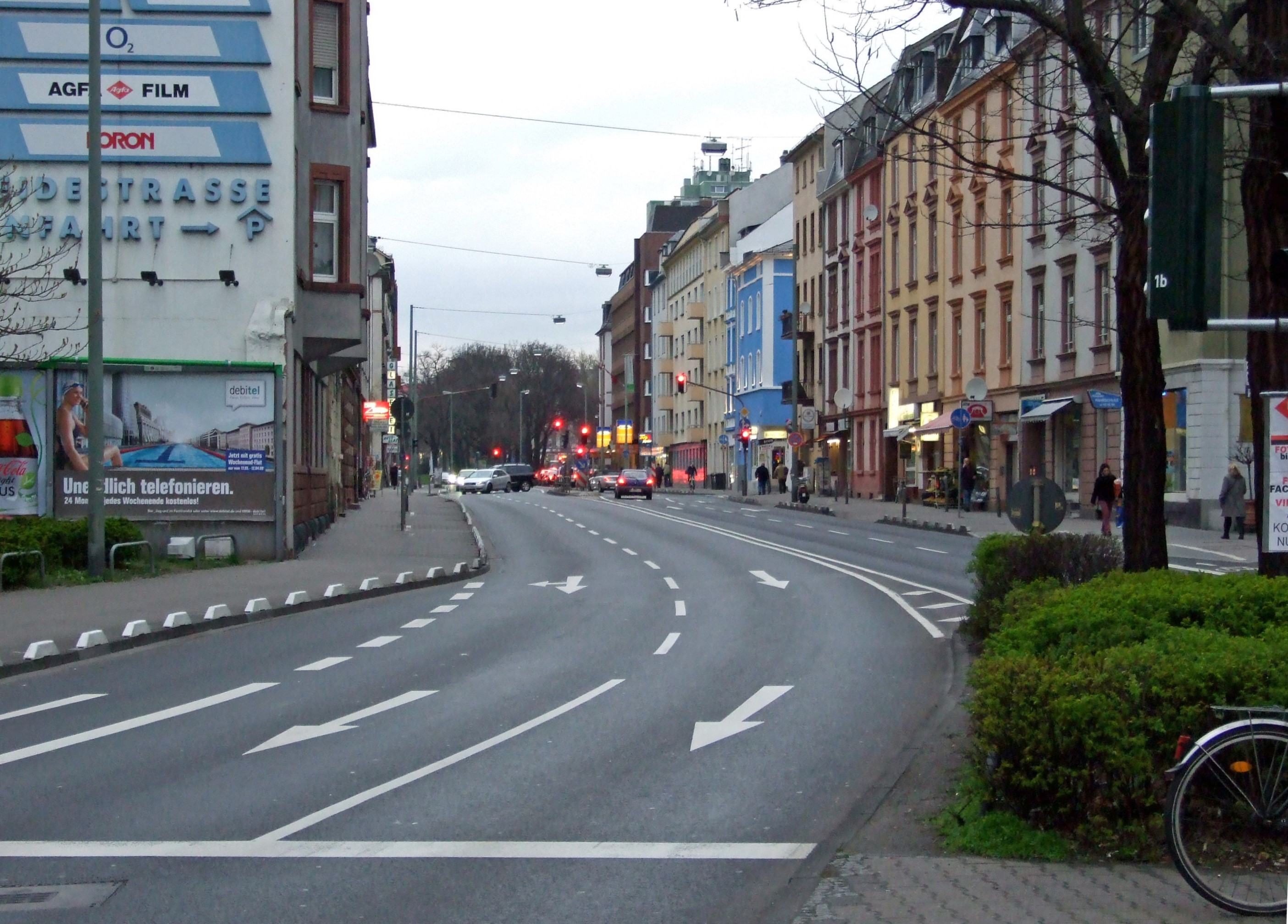
Alleenring im Abschnitt Höhenstraße

Der Frankfurter Alleenring ist die äußere Ringstraße um die Kernstadt von Frankfurt am Main. Sie verläuft auf der nördlichen Mainseite durch die Stadtteile Bahnhofsviertel, Westend, Nordend und Ostend.

## Entstehung
Der Alleenring entstand am Anfang des 20. Jahrhunderts unter Oberbürgermeister Franz Adickes. Sein Verlauf zeichnet annähernd die ehemalige Frankfurter Landwehr nach, eine mittelalterliche Befestigung entlang der Grenzen der Reichsstadt Frankfurt.
Angestrebt war ein Straßensystem nach dem Vorbild der Pariser Grands Boulevards. Der bereits Anfang des 19. Jahrhunderts entstandene Anlagenring um die Frankfurter Neustadt sowie der weiter außerhalb neu zu schaffende Alleenring sollten die Ein- und Ausfallstraßen miteinander verbinden und so ein System aus Ring- und Radialstraßen entstehen lassen. Innerhalb des Alleenrings lagen zwischen 1840 und 1890 entstandene Gründerzeitviertel, die heutigen Stadtteile Westend, Nordend, Ostend und Teile Bornheims. Dazu kam noch ein Teil der nach 1888 angelegten Bahnstraße, heute: Friedrich-Ebert-Anlage, die den Hauptbahnhof sowie das Bahnhofs- und Gallusviertel mit Bockenheim verband.

## Verlauf

### Südwestlicher Teil
| B44                                      |
| Baseler Platz / Baseler Straße           |
| Am Hauptbahnhof                          |
| Düsseldorfer Straße / Platz der Republik |
| Friedrich-Ebert-Anlage                   |

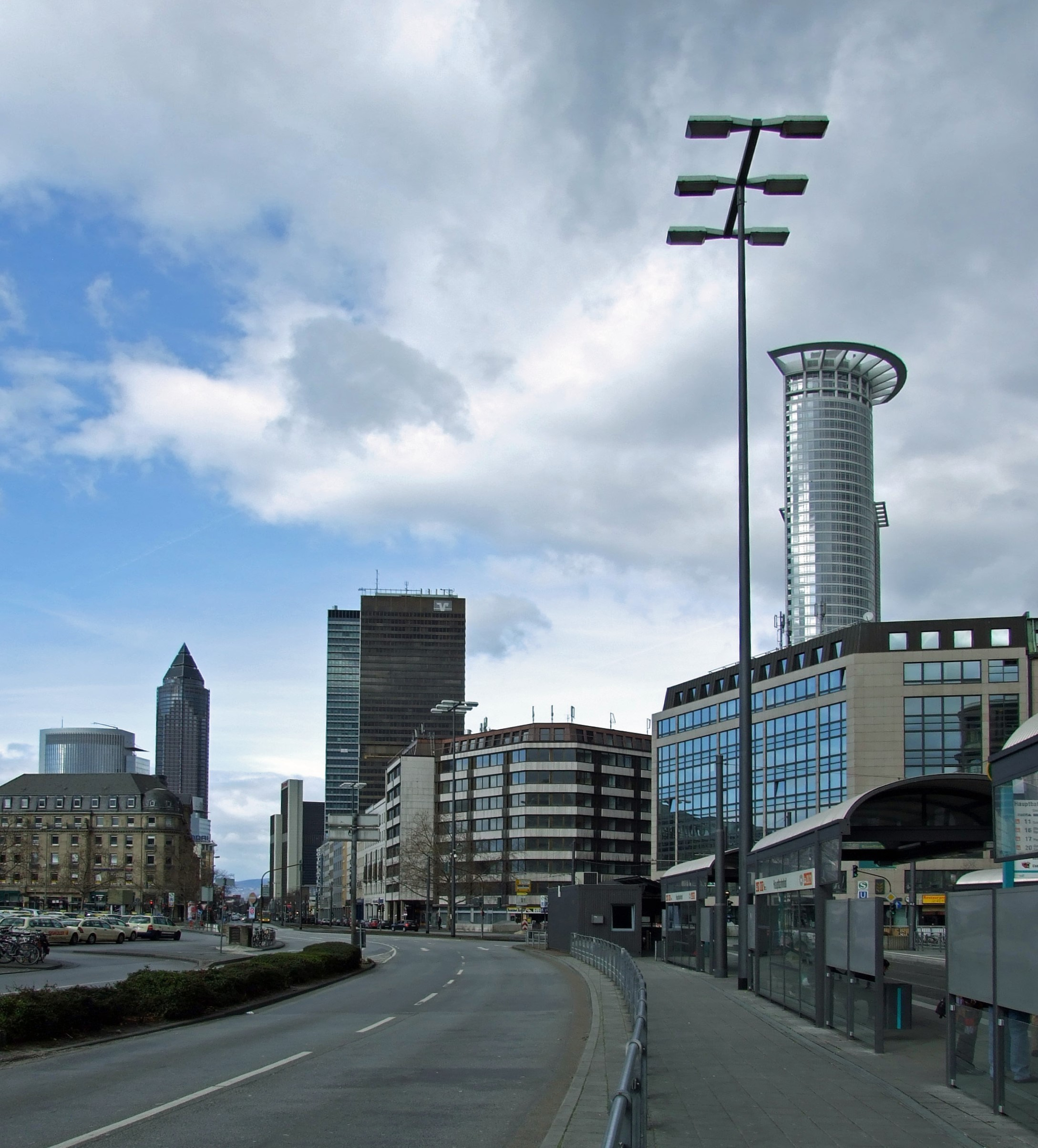
Am Hauptbahnhof

Der südwestliche Teil des Alleenrings beginnt an der Friedensbrücke. Auf der gegenüberliegenden Mainseite schließt die Stresemannallee an. Er verläuft zunächst durch das Gutleutviertel und bildet vor dem Hauptbahnhof den Platz Am Hauptbahnhof, der hier die Grenze zwischen Bahnhofsviertel und Gallus bildet. Am Platz der Republik kreuzt der Alleenring die Mainzer Landstraße. Während der Abschnitt vor dem Platz der Republik noch unbegrünt ist, folgt ab dort ein alleenartiger Ausbau mit einem Grünstreifen in der Mitte. Der Grünstreifen wurde zuletzt beim Bau einer neuen U-Bahn-Strecke (sogenannter D-Tunnel) umgestaltet und ist nun von den kegelförmigen Glaskörpern des U-Bahnhofs Festhalle / Messe geprägt. Auf der östlichen Straßenseite dieses Abschnitts im Stadtteil Westend-Süd liegen das City-Haus I und der 1950er-Jahre-Bau des Goethe-Gymnasiums, während auf der Westseite Kastor und Pollux, der Messeturm und die Festhalle stehen.
Der gesamte Südwestteil des Alleenrings wird im größtenteils abgetrennten Mittelteil von Straßenbahnen befahren. Dieser Abschnitt war zu Beginn des 20. Jahrhunderts Teil der neugebauten Bahnstraße, die bis zum Westbahnhof führte.

### Nordwestlicher Teil
| B8                   |
| Ludwig-Erhard-Anlage |
| Senckenberganlage    |
| Zeppelinallee        |
| Miquelallee          |

Der nordwestliche Teil des Alleenrings verläuft im Stadtteil Westend nahe der Grenze zu Bockenheim. Er ist geprägt vom Campus Bockenheim der Johann Wolfgang Goethe-Universität Frankfurt. Der Bereich der Senckenberganlage wurde nach dem U-Bahnbau in den 1990er Jahren grundlegend neu gestaltet. Die Senckenberg Gesellschaft für Naturforschung beteiligte sich maßgeblich an der Neugestaltung. Unter Verzicht auf die ursprünglichen Wasserflächen wurde eine Landschaft erstellt, die die Ausstellung des angrenzenden Senckenbergmuseums aufgreift. Die auffälligsten Exponate in der Anlage sind das lebensgroße Modell eines Tyrannosaurus rex und ein urzeitlicher Baum. Zwischen dem Campus Bockenheim und dem Institut für Sozialforschung erinnert die Adorno-Ampel an dessen früheren Direktor Theodor W. Adorno.
Die wichtigste Kreuzungsstraße dieses Abschnitts ist die Bockenheimer Landstraße, die als Ausfallstraße vom Opernplatz zur Bockenheimer Warte verläuft. Nördlich der Bockenheimer Warte geht die Senckenberganlage in die Zeppelinallee über, an der einige Konsulate liegen, u. a. das der Türkei.
Ab Miquelallee fehlt wieder ein begrünter Mittelstreifen, jedoch säumen hier Rosskastanien den Straßenverlauf, der hier den Palmengarten und den Grüneburgpark umschließt. Auf der gegenüberliegenden West-Straßenseite, in Bockenheim, liegt ein gehobenes Wohngebiet. Am Ende des nordwestlichen Alleenrings mündet er in die Anschlussstelle Miquelallee (Miquelknoten), an der sich die Fahrspuren aufteilen. Die südlichen Fahrspuren folgen dem weiteren Alleenring, die nördlichen führen zur Rosa-Luxemburg-Straße und zur A 66 Richtung Wiesbaden. Hier wurden die querverlaufenden Straßen der ehemaligen Hundswiese 1928 im Zuge des Neubaus des I.G.-Farben-Hauses nach Direktoren der chemischen Industrie benannt (Karl Scheele, Carl Remigius Fresenius, Carl von Weinberg, Kalle, Theodor Plieninger, Walther vom Rath, Duisberg).

### Nördlicher Teil
| B8                              |
| Miquelallee                     |
| Adickesallee                    |
| Nibelungenallee/Nibelungenplatz |

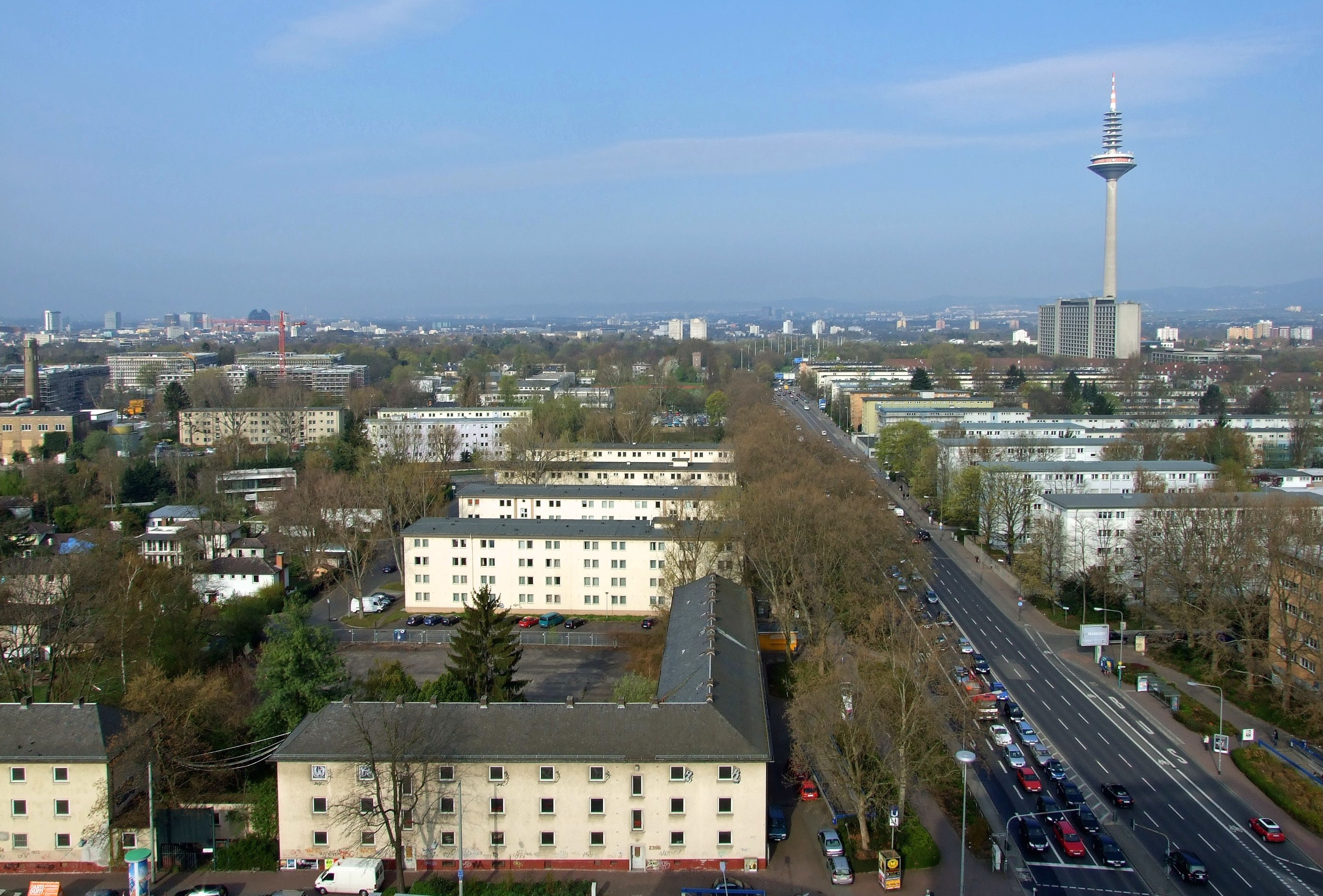
Übergang von der A 66 in die Miquelallee

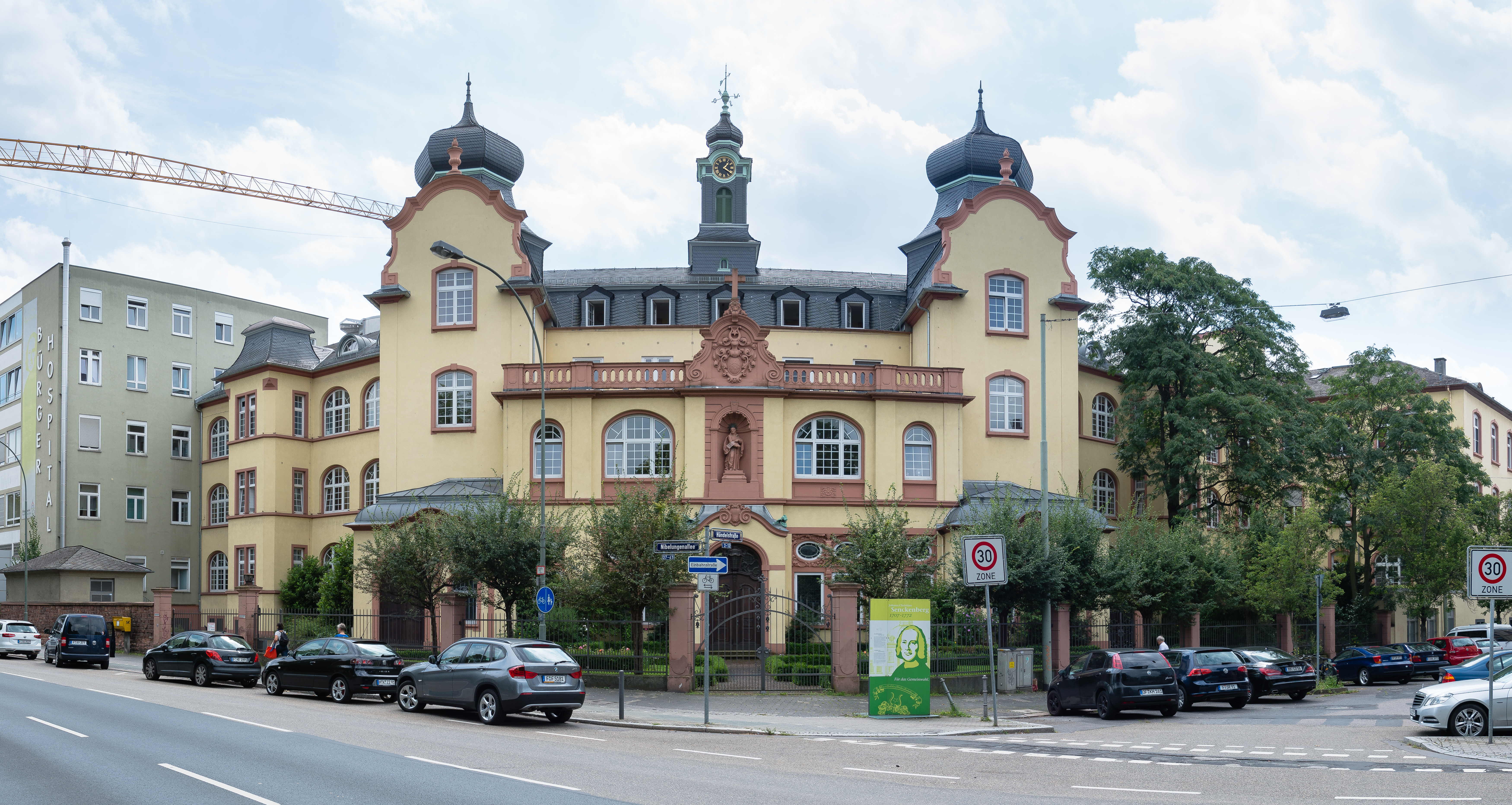
Das Bürgerhospital

Der nördliche Teil ist heutzutage der bekannteste Abschnitt im Alleenring. Grund dafür ist der direkte Übergang zur A 66 nach Wiesbaden. Viele Autofahrer bezeichnen ihn nach der prägnant benannten Anschlussstelle pars pro toto Miquelallee, benannt nach Johannes Miquel, u. a. wegen seiner geschickten sozialen Finanzpolitik und seiner Reform der Armenfürsorge einer der bedeutendsten Frankfurter Oberbürgermeister. So heißt der Straßenzug allerdings nur bis zur Kreuzung mit der Eschersheimer Landstraße. Bekannte Gebäude im Straßenverlauf sind die Kirche der Episkopal- und Anglikanischen Kirche von Frankfurt am Main, Christ the King, das Polizeipräsidium Frankfurt am Main, die ehemalige Frankfurter Oberfinanzdirektion, die Deutsche Nationalbibliothek sowie das Bürgerhospital.

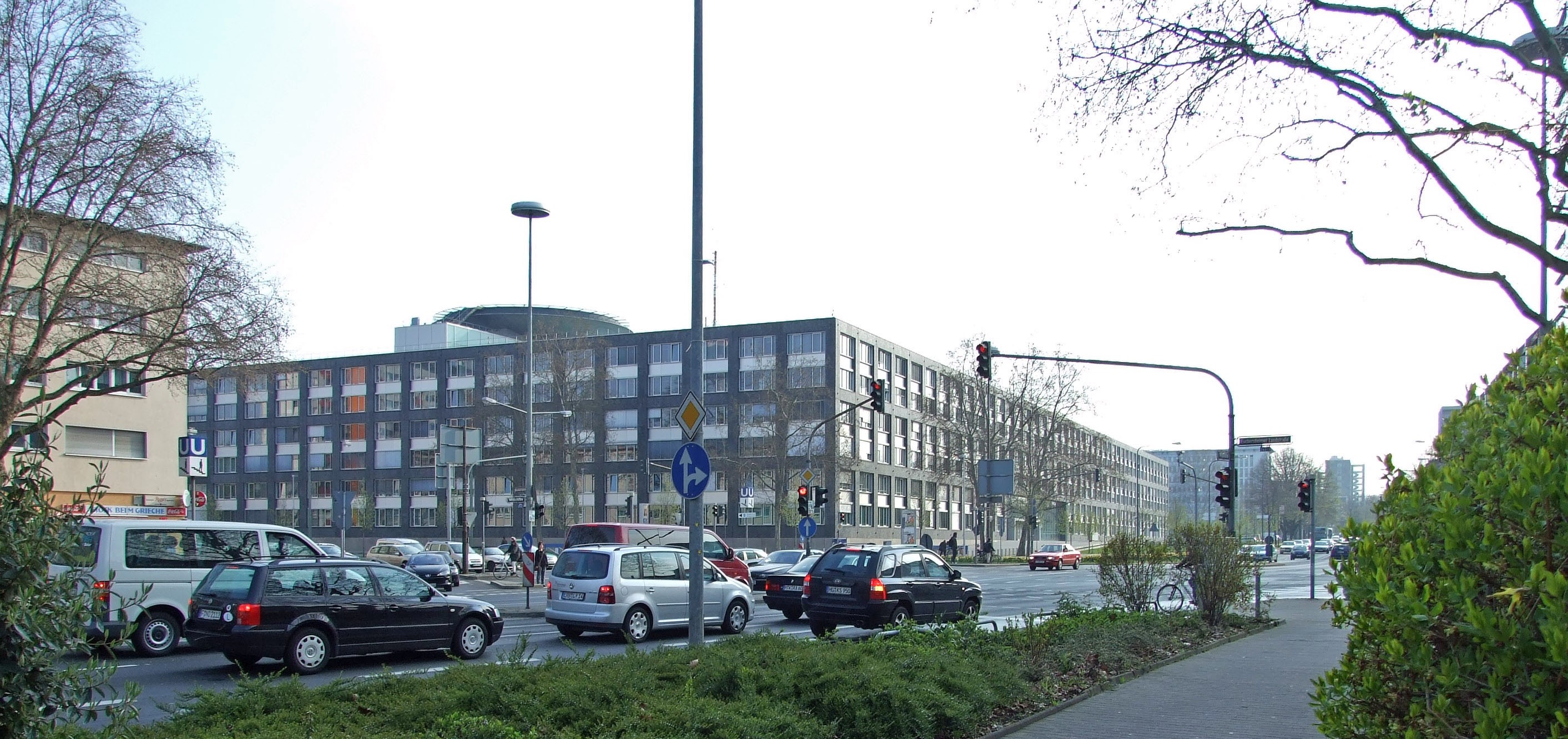
Das Polizeipräsidium

Dieser stark frequentierte Abschnitt wird von wichtigen Ausfallstraßen in den Frankfurter Norden gekreuzt, wodurch der Verkehrsfluss zur Hauptverkehrszeit teilweise zum Erliegen kommt.
Seit den 1960er Jahren wird über eine Verlängerung der Autobahn nachgedacht. Zunächst wurde geplant, den gesamten Abschnitt durch eine aufgeständerte Schnellstraße zu ersetzen. Dazu sollten alle Wohngebäude abgerissen werden. An den Knotenpunkten der Ausfallstraßen waren Bürohochhäuser vorgesehen. Tatsächlich gebaut wurde das Hochhaus an der Ecke zur Eschersheimer Landstraße und das Shell-Hochhaus am Nibelungenplatz. Ein drittes Hochhaus sollte an der heutigen Deutschen Bibliothek entstehen. Das Gesamtprojekt wurde aber aufgrund des massiven Widerstandes der Bevölkerung nie realisiert.
Seitdem denkt man über einen Autobahntunnel unterhalb des Alleenrings (Alleentunnel) nach. Ein erster Teil wurde 1963 als Vorleistung beim Bau der U-Bahn unter der Kreuzung mit der Eschersheimer Landstraße fertiggestellt; er dient bis heute als Fußgängerunterführung. Auch der große Abstand der nördlichen und der südlichen Richtungsfahrbahn der A 66 im Bereich des Miquelknotens war bereits im Hinblick auf ein Tunnelprojekt gewählt worden: Zwischen den Richtungsfahrbahnen sollte Raum bleiben für einen Tunnelstutzen. Das Projekt Alleentunnel wurde aus finanziellen Gründen nicht umgesetzt.

### Östlicher Teil
| ,               |
| Rothschildallee |
| Höhenstraße     |
| Habsburgerallee |
| Henschelstraße  |

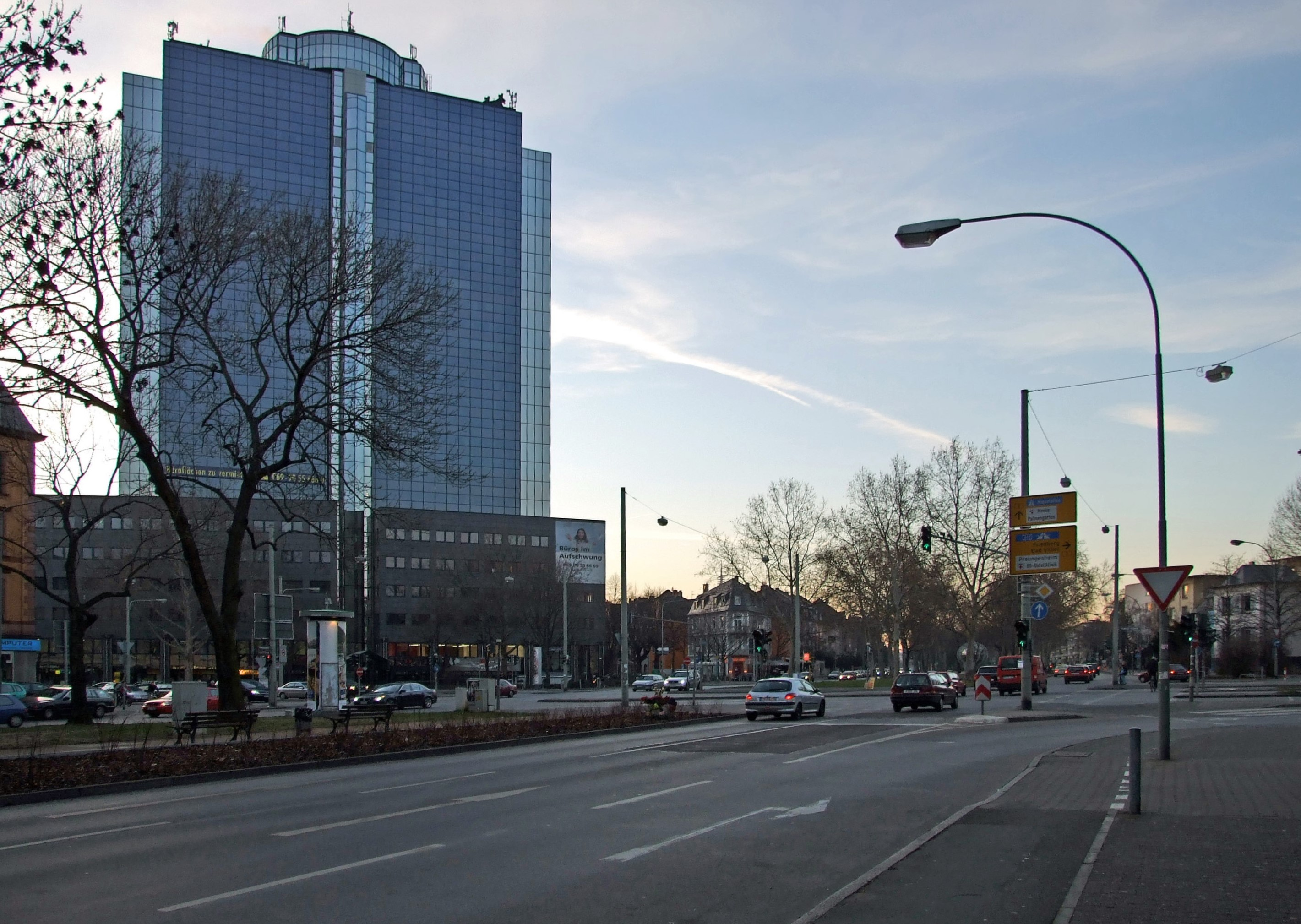
Nibelungenplatz, Blick nach West

Der östliche Teil des Alleenrings beginnt an der Friedberger Landstraße und führt durch das östliche Nordend und das Ostend. Die Wohnbebauung in diesem Abschnitt ist besonders dicht.
Wichtige Querstraßen im Nordend sind die Günthersburgallee und die Berger Straße. Unter der Berger Straße befindet sich eine U-Bahn-Station der Linie U4. Mit Ausnahme der relativ schmalen Höhenstraße ist der Straßenzug bis zur Henschelstraße durchgehend begrünt. Im Ostend zweigt die Bundesstraße 8 in die Wittelsbacherallee Richtung Bornheim ab. Die Bundesstraße 3 folgt dem Alleenring bis zu dessen Ende am Ostbahnhof an der Einmündung in die Hanauer Landstraße/Sonnemannstraße. U-Bahn-Stationen im Ostend sind Habsburgerallee (Linie U7) und Ostbahnhof (Linie U6).
Ende 2013 wurde der Alleenring an seinem östlichen Ende – nahe Ostbahnhof und EZB-Neubau – über die Hanauer Landstraße, Honsellstraße und -brücke sowie die Osthafenbrücke mit dem linksmainischen Deutschherrnufer verbunden.